# 薩吉諾
薩吉諾是美國密歇根州的一個城市，也是薩吉諾縣的县治。據2013年統計，薩吉諾都市區有人口196,542人。